# Questions à la terre natale
Pour plus de détails, voir Fiche technique et Distribution.
Questions à la terre natale  est un documentaire franco-
sénégalais réalisé en 2006.

## Synopsis
Où va l’Afrique ? Depuis quarante ans d’indépendance retrouvée, le continent africain est en convulsion et se débat dans ses contradictions, entre volonté de se libérer de la tutelle coloniale et dépendance du bon vouloir, de la charité des pays riches. Revenu dans son pays natal, Samba Félix Ndiaye s’interroge sur le destin du continent africain et va à la rencontre de ceux qui font l’Afrique de demain.

## Fiche technique
- Réalisation : Samba Félix Ndiaye
- Production : La Huit Productions, Médiatik, Arte France Cinéma
- Scénario : Samba Félix Ndiaye
- Image : Raphaël Popelier
- Son : Alioune Mbow
- Musique : El Hadj Ndiaye
- Montage : Mariette Levy-Novion